# Verliezen met jullie
Verliezen met jullie is een single van de Nederlandse rappers Pjotr en Snelle en singer-songwriter Okke Punt uit 2020. Het stond in hetzelfde jaar als vijfde track op de ep Kleine wereld van Pjotr.

## Achtergrond
Verliezen met jullie is geschreven door Daan Ligtvoet, Okke Punt, Lars Bos en Pjotr Golsteyn en geproduceerd door Donda Nisha. Het is een lied uit de genres nederpop en nederhop dat gaat over vriendschap. In het lied wordt verteld dat ze liever met elkaar verliezen dan dat ze in hun eentje de eerste plaats behalen. Pjotr en Snelle zijn al lang met elkaar bevriend en Pjotr was ook de eerste artiest die tekende bij de door Snelle opgerichte platenlabel Lieve Jongens. De single heeft in Nederland de gouden status.
Over het lied vertelde Pjotr: “Zonder vriendschap heeft succes geen waarde en dat werd me tijdens het maken van ‘Verliezen met jullie’ nog maar eens duidelijk. We bespraken hoe tof het is dat we als vrienden zoveel mooie dingen mogen beleven. Het is ook écht meer waard, omdat we dit samen doen!”. Zanger Okke Punt vertelde dat je zo veel kan bereiken, maar dat alleen maar alleen is. Volgens hem is succes niets waard als je het met niemand kan delen.

## Hitnoteringen
Het lied was bescheiden succesvol in Nederland. Het piekte op de 55e plek in de Single Top 100 en stond twee weken in deze hitlijst. De Top 40 werd niet behaald, maar het bleef steken op de dertiende plaats van de Tipparade.